# Llansteffan Castle
Llansteffan Castle is een kasteel uitkijkend vanaf een heuvel over de rivier de Tywi als deze de Carmarthen Bay binnenstroomt bij het dorpje Llansteffan in Carmarthenshire, Wales. 
Het kasteel rust op een veel ouder fort uit het Neolithicum, waarmee bewezen wordt dat Llansteffan al sinds de Nieuwe steentijd bewoond wordt en strategische waarde heeft. 
Het huidige kasteel werd gebouwd door de Normandiërs na 1100 als onderdeel in de invasie van wales. In 1146 werd het kasteel door Rhys ap Gruffydd veroverd op de Normandische troepen onder leiding van Maurice FitzGerald en zijn broer William FitzGerald Heer van Llanstephan en Heer van Emlyn. De Normandiërs heroverden het kasteel weer. In 1215 kwam het kasteel onder Llywelyn ab Iorwerth weer in Welshe handen. 

## Owain Glyndŵr
In zijn verzet tegen de Engelse overheersing veroverde Owain Glyndŵr het kasteel, maar in 1403 veroverde de Engelsman Sir John Pennes het kasteel weer. 